# Lignerolles (Indre)
Lignerolles – miejscowość i gmina we Francji, w Regionie Centralnym, w departamencie Indre.
Według danych na rok 1990 gminę zamieszkiwało 136 osób, a gęstość zaludnienia wynosiła 10 osób/km² (wśród 1842 gmin Centre, Lignerolles plasuje się na 1001. miejscu pod względem liczby ludności, natomiast pod względem powierzchni na miejscu 960.).